# Alexandra Hedison
Alexandra Mary Hedison (Los Angeles, 10 de julho de 1969) é uma atriz norte-americana, que interpretou Dylan Moreland na série The L Word. Ela é filha do ator David Hedison e da atriz Bridget Hedison e irmã de Serena Rose Hedison. Escreveu e dirigiu o filme In The Dog House e dirigiu um pequeno documentário sobre a Shelby Lynne para DirecTV chamado Suit Yourself. É também fotógrafa.
Hedison frequentou a Universidade da Califórnia e vive em Los Angeles. É lésbica.
De 2001 a 2004 teve um relacionamento com a atriz e apresentadora Ellen DeGeneres. Desde 2014 está casada com Jodie Foster depois de namorarem durante um ano.

## Filmografia

### Atriz
- Durma Comigo (Sleep With Me) - 1994 - Brunette
- As Novas Aventuras do Superman - 1994 - Remy
- A Dura Verdade - 1994 - recepcionista TII
- Melrose Place - 1995 - Dra. Reshay
- Max Está Ausente - 1995 - Rebecca
- A Mulher do Homem Rico - 1996 - Party Guest
- Bombeiros de Los Angeles - 1996 - Rizzo Kay
- Silk Stalkings - 1996 - Julie
- Any Day Now - 1998 - Rhonda
- Prey - 1998 - Chefe de Attwood
- Night Man - 1998 - Jennifer Parks
- Blackout Affect - 1998 - Catherine Parmel
- Permanencia dos Peixes - 1999 - namorada de Jason
- Sete Dias - 1999 - Primeira Tenente Sally Bensen
- Nash Bridges - 2000 - Agente Especial Victoria Trachsel
- Year For The Queer - 2005 (LOGO TV) - Alexandra Hedison
- In The Dog House - 2005 - The Voice of Maggie
- Designing Blind - 2006 (A&E) - Alexandra Hedison
- The L Word - 2006 e 2009 - Dylan Moreland

### Diretora
- In The Dog House (2005) - Animação
- The Making of Suit Yourself (2005) -  Documentário